# Biljana Srbljanović
Biljana Srbljanović (Stockholm, 15. listopada 1970.), srbijanska dramatičarka.
Biljana Srbljanović jedna je od najpoznatijih suvremenih dramskih autorica. 

## Životopis
Diplomirala je dramaturgiju 1995. godine na Fakultetu dramskih umjetnosti u Beogradu. Pojavljivanjem predstave po njenoj prvoj drami Beogradska trilogija (redatelj: Goran Marković, Jugoslavensko dramsko kazalište) na festivalu New Plays from Europe u Bonnu 1998. započinje njena međunarodna afirmacija. 
Idućih godina, njene drame su prevedene na preko trideset jezika i postavljene na scenama oko 160 kazališta, u preko pedeset zemalja – između ostalog, u Theatre Warehouse u Washingtonu, Theater Schaubühne u Berlinu (gdje je njezin komad režirao kazališni revolucionar Thomas Ostermeier),  Schauspielhaus u Hamburgu, Kammerspiele u Münchenu, Yale Repertory Theatre u New Havenu i u jednom od najprestižnijih kazališta današnjice - Burgtheater u Beču gdje su igrali njezn komad Amerika, drugi dio.
Njezina druga drama Porodične priče su njezina najuspješnija drama izvedena do danas u 60 različitih produkcija.
Osim u Srbiji, njezini komadi su iznimno popularni u Njemačkoj gdje je postavljeno sedamdesetak različitih kazališnih produkcija njezinih tekstova. 
Za svoj rad četiri puta je nagrađivana Sterijinom nagradom za najbolji dramski tekst, a osvojila je još i nagrade Slobodan Selenić, Ernst Toller, Joakim Vujić, Osvajanje slobode i Premio Europa – Nova pozorišna realnost (2007.).
U Hrvatskoj su uspješno izvedene njezine drame Skakavci (redatelj: Janusz Kica, ZKM, 2006., proglašena najboljom predstavom na 51. Sterijinom pozorju) te Barbelo, o psima i djeci (režija: Paolo Magelli, GDK Gavella, 2009.) 2014. godine dramu Mali mi je ovaj grob postavlja Dino Mustafić u hrvatsko-srbijansko-bosanskohercegovačkoj koprodukciji kazališta Hartefakt fond, Bitef teatra, Kamernog teatra 55 i Kazališta Ulysses.
Potpisnica je Deklaracije o zajedničkom jeziku, u kojoj se tvrdi da se u Hrvatskoj, Bosni i Hercegovini, Srbiji i Crnoj Gori govore nacionalne standardne varijante zajedničkog policentričnog standardnog jezika.

## Drame
- 1997. Beogradska trilogija
- 1998. Porodične priče
- 2000. Pad
- 2001. Supermarket
- 2003. Amerika, drugi dio
- 2005. Skakavci
- 2007. Barbelo, o psima i djeci
- 2011. Nije smrt bicikl
- 2013. Mali mi je ovaj grob
- 2018. Vrat od stakla